# Matthew McConaughey
Matthew McConaughey (/məˈkɒnəheɪ/) (Uvalde, Texas, 4 de novembre de 1969) és un actor estatunidenc de cinema i televisió.
Va començar a ser conegut a partir de la dècada del 1990 per papers secundaris en pel·lícules de gran renom, com Amistad i Contact. Tanmateix, al llarg dels anys següents es va caracteritzar per ser protagonista de moltes de les comèdies romàntiques de Hollywood, com Plans de boda (2001), How to Lose a Guy in 10 Days (2003), Failure to Launch (2006) i Ghosts of Girlfriends Past (2009).
Va ser a partir de l'any 2010 que es va anar allunyant d'aquest gènere cinematogràfic i va començar a escollir papers més seriosos, amb L'innocent i The Paperboy. Culminant el 2013 amb Dallas Buyers Club, paper pel qual va guanyar l'Oscar al millor actor i el Globus d'Or al millor actor dramàtic.

## Orígens
És el petit de tres germans. El seu pare, James, era propietari d'una gasolinera i també va ser futbolista. La seva mare, Mary, era mestra de maternal. Té orígens escocesos, angleses, irlandesos, suecs, i alemanys.
Surt titulat l'any 1988. Marxa a continuació un any a Austràlia en viatge d'estudis, abans de tornar a Texas on es matricula per estudiar dret a la universitat del Texas a Austin. Interessat pel cinema, canvia de curs i pensa esdevenir director. Tanmateix, és com a actor que trobarà treball després.
El 1993, coneix l'agent de càsting Don Phillips, que el contracta de seguida pel film de Richard Linklater Dazed and confused comèdia dramàtica que serà considerat més tard com un film culte i que va descobrir McConaughey així com Ben Affleck o Milla Jovovich.

## Carrera

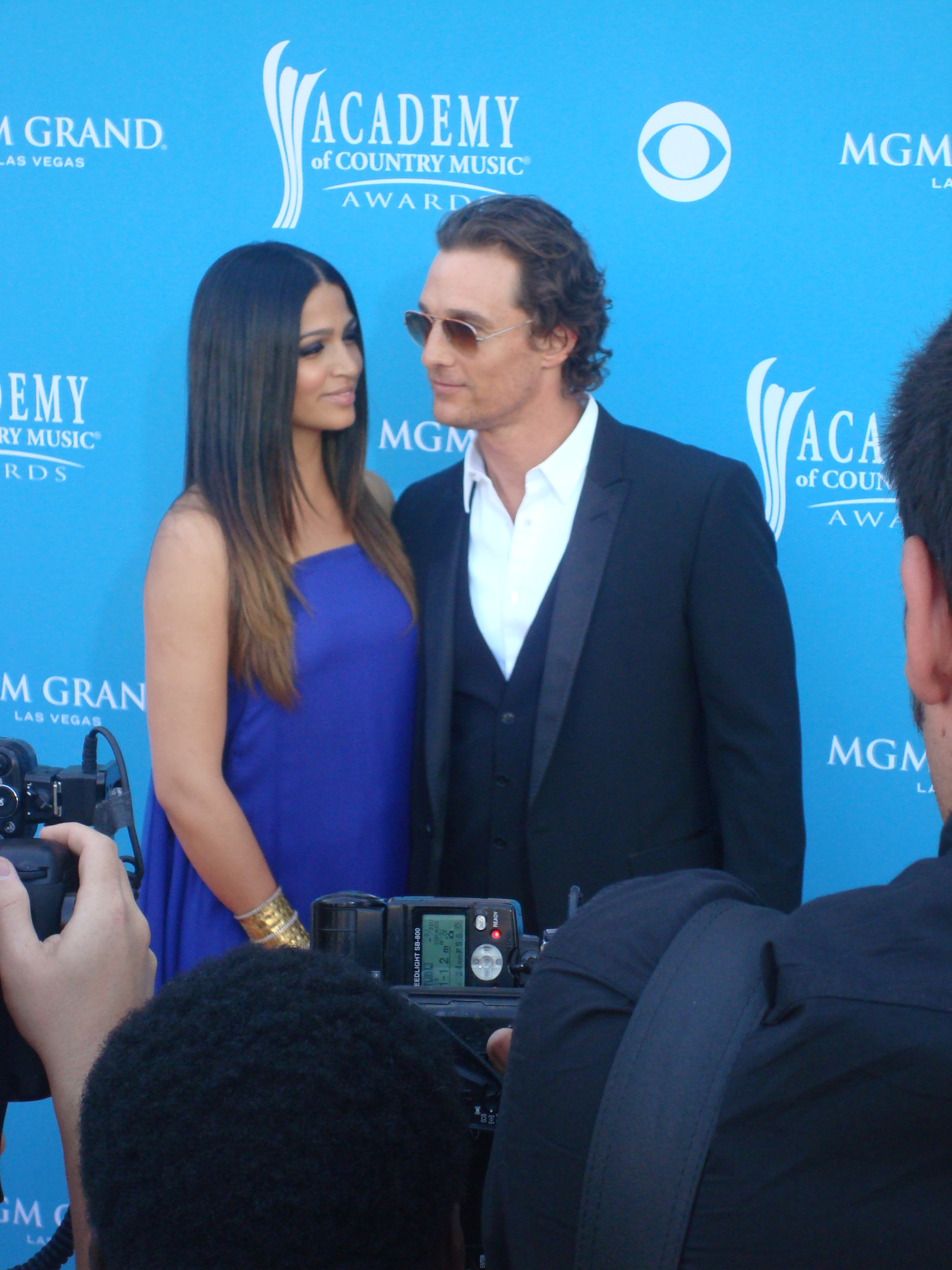
Amb la seva companya Camilla Alves, l'abril de 2010.

Gràcies a Dazed and confused la seva carrera arranca molt ràpidament i després d'haver obtingut el paper principal de Lone Star de John Sayles, aconsegueix el 1996 el paper d'un advocat a Dret a matar? amb Samuel L. Jackson i Sandra Bullock. Steven Spielberg a continuació el crida pel seu film sobre l'abolició de l'esclavatge, Amistad, després el mateix any dona la rèplica a Jodie Foster a Contacte, film de ciència-ficció de Robert Zemeckis adaptació d'una novel·la de Carl Sagan. A continuació té el primer paper d'En directe sobre Ed TV, un film satíric sobre la celebritat i la tele-realitat dirigit per Ron Howard, davant de Woody Harrelson i Dennis Hopper.
Als anys 2000, treballa principalment en comèdies romàntiques pel gran públic com Un matrimoni massa perfecte amb Jennifer Lopez, How to Lose a Guy in 10 Days al costat de Kate Hudson o Failure to Launch amb Sarah Jessica Parker.
El 2011, obté el paper d'un advocat decebut que decideix de reprendre la seva carrera en un cas d'homicidi en L'innocent. Troba després el realitzador Richard Linklater a la comèdia policíaca Bernie, al costat de Jack Black, que li permet obtenir el premi al millor actor secundari als premis Nacional Society of Film Critics. La seva carrera coneix llavors una segona empenta i roda films sota la direcció de directors reconeguts com Magic Mike de Steven Soderbergh, Killer Joe de William Friedkin i Mud de Jeff Nichols.
Fa igualment una curta aparició a The Wolf of Wall Street de Martin Scorsese, on interpreta un corredor de borsa, mentor del personatge encarnat per Leonardo DiCaprio.
El 2013 perd aproximadament vint quilos per encarnar Ron Woodroof, un cowboy texà seropositiu, al film Dallas Buyers Club realitzat per Jean-Marc Vallée. Gràcies a aquest film, assoleix diversos premis entre els quals el del millor actor en el 8e Festival internacional de cinema de Roma, el Globus d'Or del 2014 al Globus d'Or al millor actor dramàtic així com el Oscar al millor actor.
El 2014 encarna Rust Cohle a la primera temporada de la sèrie policíaca True Detective al costat del seu amic Woody Harrelson, difosa sobre la cadena de televisió HBO als Estats Units. El mateix any, la revista Time el selecciona a la seva llista de les cent personalitats més influents del món.
Té després el paper principal de la nova superproducció de ciència-ficció sota la batuta de Christopher Nolan, Interstellar, estrenat el novembre de 2014, al costat de Jessica Chastain, Anne Hathaway i Michael Caine.

## Vida personal
Quan tenia 18 anys, va patir abús sexual per part d'un home desconegut. També havia estat forçat a mantenir relacions sexuals tres anys abans.
El 1996 va tenir una relació amb l'actriu estatunidenca Ashley Judd. De l'agost de 1996 a 1998, va ser parella de l'actriu estatunidenca Sandra Bullock. De febrer a març 2002, va sortit amb la cantant i actriu estatunidenca Janet Jackson. De febrer 2005 a juny 2006, va ser el company de l'actriu espanyola Penélope Cruz. El 2007, va tenir una relació amb l'actriu estatunidenca Cassandra Hepburn.
L'abril de 2007 Matthew McConaughey coneix l'estilista i model brasilera Camila Alves (nascuda l'any 1982). El 26 de desembre de 2011, anuncien el seu matrimoni després de quatre anys de vida comuna. Es casen el 9 de juny de 2012 a Austin, Texas. Junts, tenen tres fills: Levi Alves McConaughey, nascut el 7 de juliol de 2008, Vida McConaughey, nascuda el 23 de gener de 2010, i Livingstone McConaughey, nascut el 28 de desembre de 2012.
Els tabloides li han dedicat una relació amb l'actriu estatunidenca Salli Richardson-Whitfield de l'agost de 2000 a 2001.

## Filmografia
| Any  | Pel·lícula                                                           | Director          | Personatge                 |
| ---- | -------------------------------------------------------------------- | ----------------- | -------------------------- |
| 1993 | Dazed and Confused                                                   | Richard Linklater | David Wooderson            |
| 1994 | Joc d'àngels (Angels in the Outfield)                                | William Dear      | Ben Williams               |
| 1994 | La matança de Texas 4 (Texas Chainsaw Massacre: The Next Generation) | Kim Henkel        | Vilmer Slaughter           |
| 1995 | Boys on the Side                                                     | Herbert Ross      | Oficial Abe Lincoln        |
| 1995 | Glory Daze                                                           | Rich Wilkes       | Noi del lloguer de camions |
| 1996 | A Time to Kill                                                       | Joel Schumacher   | Jake Tyler Brigance        |
| 1996 | Lone Star, el rastre d'un crim                                       | John Sayles       | Buddy Deeds                |
| 1996 | Un elefant anomenat Vera (Larger than Life)                          | Howard Franklin   | Tip Tucker                 |
| 1996 | Scorpion Spring                                                      | Brian Cox         | El Rojo                    |
| 1997 | Amistad                                                              | Steven Spielberg  | Roger Sherman Baldwin      |
| 1997 | Contact                                                              | Robert Zemeckis   | Palmer Joss                |
| 1998 | The Newton Boys                                                      | Richard Linklater | Willis Newton              |
| 1999 | EDtv                                                                 | Ron Howard        | Ed "Eddie" Pekurny         |
| 2000 | U-571                                                                | Jonathan Mostow   | Tinent Andrew Tyler        |
| 2001 | Plans de boda                                                        | Adam Shankman     | Steve "Eddie" Edison       |
| 2001 | Thirteen Conversations About One Thing                               | Jill Sprecher     | Troy                       |
| 2001 | Frailty                                                              | Bill Paxton       | "Fenton Meiks"/Adam Meiks  |
| 2002 | Reign of Fire                                                        | Rob Bowman        | Denton Van Zan             |
| 2003 | Tiptoes                                                              | Matthew Bright    | Steven Bedalia             |
| 2003 | How to Lose a Guy in 10 Days                                         | Donald Petrie     | Benjamin Barry             |
| 2005 | Two for the Money                                                    | D. J. Caruso      | Brandon Lang               |
| 2005 | Sahara                                                               | Breck Eisner      | Dirk Pitt                  |
| 2006 | We Are Marshall                                                      | McG               | Jack Lengyel               |
| 2006 | Failure to Launch                                                    | Tom Dey           | Tripp                      |
| 2008 | Com bojos... a buscar l'or                                           | Andy Tennant      | Ben "Finn" Finnegan        |
| 2008 | Tropic Thunder                                                       | Ben Stiller       | Rick Peck                  |
| 2008 | Surfer, Dude                                                         | S.R. Bindler      | Steve Addington            |
| 2009 | Els fantasmes de les meves exnòvies                                  | Mark Waters       | Connor Mead                |
| 2011 | L'innocent (The Lincoln Lawyer)                                      | Brad Furman       | Mickey Haller              |
| 2011 | Bernie                                                               | Richard Linklater | Danny Buck Davidson        |
| 2011 | Killer Joe                                                           | William Friedkin  | Killer Joe Cooper          |
| 2012 | Mud                                                                  | Jeff Nichols      | Mud                        |
| 2012 | Magic Mike                                                           | Steven Soderbergh | Dallas                     |
| 2012 | The Paperboy                                                         | Lee Daniels       | Ward James                 |
| 2013 | Dallas Buyers Club                                                   | Jean-Marc Vallée  | Ron Woodroof               |
| 2013 | The Wolf of Wall Street                                              | Martin Scorsese   | Mark Hanna                 |
| 2014 | Interstellar                                                         | Christopher Nolan | Cooper                     |
| 2015 | The Sea of Trees                                                     | Gus Van Sant      | Arthur Brennan             |
| 2016 | Els homes lliures de Jones                                           | Gary Ross         | Newton Knight              |
| 2016 | Kubo and the Two Strings                                             | Travis Knight     | Beetle/Hanzo (veu)         |
| 2016 | Sing                                                                 | Garth Jennings    | Buster Moon (veu)          |
| 2016 | Gold                                                                 | Stephen Gaghan    | Kenny Wells                |
| 2017 | The Dark Tower                                                       | Nikolaj Arcel     | Home de Negre              |
| 2018 | White Boy Rick                                                       | Yann Demange      | Richard Wershe Sr.         |

## Televisió
| Any       | Títol              | Paper                      | Observacions                           |
| --------- | ------------------ | -------------------------- | -------------------------------------- |
| 1992      | Unsolved Mysteries | Larry Dickens              | Episodi #5.12                          |
| 1999      | King of the Hill   | Rad Thidbodeaux            | Veu Episodi: The Wedding of Bobby Hill |
| 2000      | Sex and the City   | Ell mateix (cameo)         | Episodi: Escape from New York          |
| 2010–2012 | Eastbound & Down   | Roy McDaniel / Texas Scout | 3 episodis                             |
| 2014      | True Detective     | Rustin "Rust" Cohle        | 8 episodis Productor executiu          |

## Guardons[calcitació]
Premis
- 2014: Oscar al millor actor per Dallas Buyers Club
- 2014: Globus d'Or al millor actor dramàtic per Dallas Buyers Club

Nominacions
- 2014: Primetime Emmy a la millor sèrie dramàtica per True Detective
- 2014: Primetime Emmy al millor actor en sèrie dramàtica per True Detective